# Luka Krajnc
Luka Krajnc (Ptuj, 19 de septiembre de 1994) es un futbolista esloveno que juega de defensa en el N. K. Maribor de la Primera Liga de Eslovenia.

## Trayectoria
Krajnc comenzó su carrera a la edad de ocho años cuando su padre lo llevó a una prueba con el club esloveno Maribor. Firmó su primer contrato profesional con el Maribor a los 16 años y jugó con el equipo principal en un par de partidos amistosos. El 29 de mayo de 2011, jugó su primer y único partido en 1. SNL para Maribor en la última ronda de la temporada 2010-11, con Maribor ya coronado campeón. En el momento de su debut, era el jugador más joven que había aparecido con el Maribor en el partido de 1. SNL, un récord que duró hasta el 25 de marzo de 2012.
El 3 de abril de 2011, Krajnc firmó un contrato previo con el Genoa de la Serie A italiana. La tasa de transferencia pagada por Genoa no se reveló, pero se informó que era cercana al 1 millón de euros. Se incorporó a su nuevo club el 1 de julio de 2011. Comenzó su carrera en el Genoa con el equipo Primavera, que también fue capitán, antes de debutar con el equipo principal el 27 de octubre de 2012 en San Siro en el partido de liga contra el Milan. Con 18 años, un mes y 14 días se convirtió en el jugador esloveno más joven de la historia en la Serie A.
El 3 de julio de 2013 se va al Cesena en copropiedad temporal. En junio de 2015, Genoa adquirió los derechos del jugador mientras el jugaba en el Cesena y se convirtió en el único propietario.
El 31 de agosto de 2016, Krajnc se unió a la Sampdoria a préstamo durante toda la temporada. En la segunda parte de la temporada 2016-17, fue cedido al Frosinone.
El 20 de junio de 2018, Frosinone decidió hacer el uso de la opción de compra por Kranjc, la tarifa es desconocida.

## Selección nacional
Krajnc ha representado a Eslovenia en todas las categorías juveniles, desde la sub-16 a la sub-21. El 30 de marzo de 2015 hizo su debut internacional, reemplazando a Dominic Maroh después de 65 minutos en la derrota por 1-0 ante Catar en el Estadio Jassim bin Hamad de Doha.

## Estilo de juego
Krajnc, que es zurdo, juega principalmente de defensa central y es elogiado por su ritmo, fuerza, pases y habilidad con el balón.

## Clubes
| Club                        | País      | Año       | Part. | Goles |
| --------------------------- | --------- | --------- | ----- | ----- |
| N. K. Maribor               | Eslovenia | 2010-2011 | 1     | 0     |
| Genoa C. F. C.              | Italia    | 2011-2015 | 3     | 0     |
| Cesena F. C. (cesión)       | Italia    | 2013-2015 | 49    | 1     |
| Cagliari Calcio             | Italia    | 2015-2018 | 24    | 0     |
| U. C. Sampdoria (cesión)    | Italia    | 2016-2017 | 1     | 0     |
| Frosinone Calcio (cesión)   | Italia    | 2017-2018 | 53    | 0     |
| Frosinone Calcio            | Italia    | 2018-2021 | 29    | 0     |
| Fortuna Düsseldorf (cesión) | Alemania  | 2020-2021 | 24    | 2     |
| Hannover 96                 | Alemania  | 2021-2023 | 43    | 1     |
| U. S. Catanzaro 1929        | Italia    | 2023-2024 | 16    | 0     |
| N. K. Maribor               | Eslovenia | 2024-     | 25    | 1     |

## Vida personal
Krajnc es de Kapla na Kozjaku en la región montañosa del noreste de Eslovenia, cerca de la frontera con Austria, aproximadamente a 37 km de la ciudad de Maribor. Antes de irse a Maribor, por lo general tenía que estudiar y hacer sus deberes en el asiento trasero del automóvil de su padre, viajando hacia y desde el entrenamiento.